# Cacá Bueno
Pour les articles homonymes, voir Santos (homonymie), Galvão, Bueno et Filho.
 (avril 2016).
Carlos Eduardo Santos Galvão Bueno Filho, dit « Cacá Bueno », né le 24 janvier 1976 à Rio de Janeiro, est un pilote automobile brésilien.

## Biographie

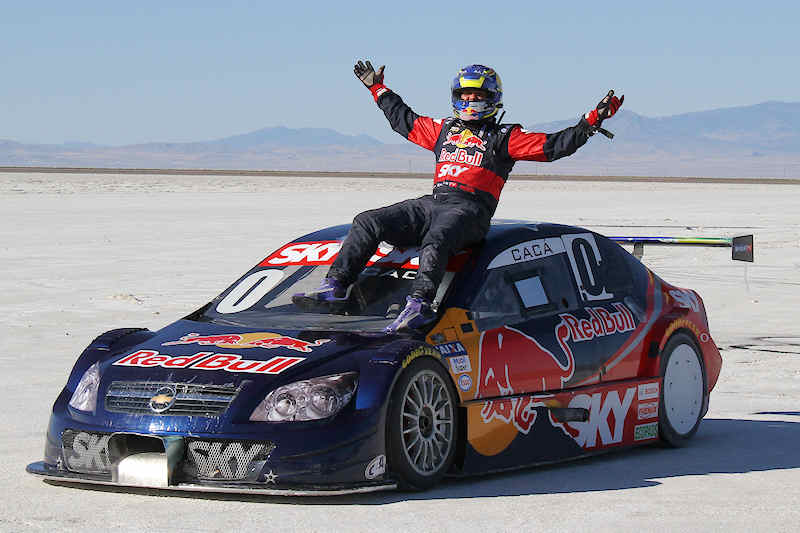
Cacá Bueno au Bonneville Salt Flats en août 2010.

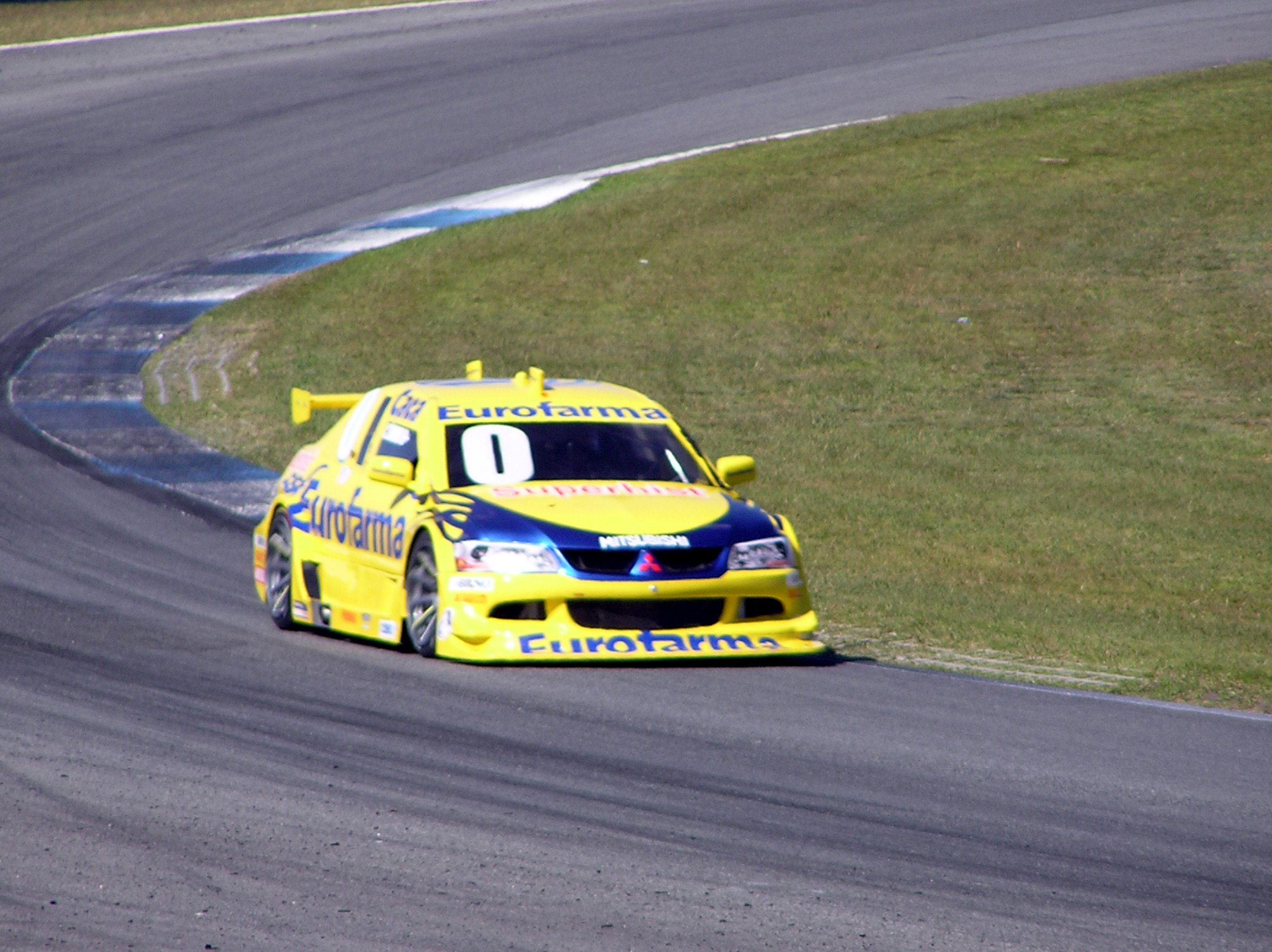
Bueno sur Mitsubishi Lancer en 2006 (Stock Car Brasil).

Il a remporté le Stock Car Brasil en 2006, 2007, 2009, 2011 et 2012 (vice-champion en 2003, 2004, 2005 et 2010, 3e en 2002, 2013 et 2014, soit 12 podiums au championnat en 13 saisons consécutives), mais aussi le Campeonato Brasileiro de Turismo (en) en 1997, et le Championnat d'Amérique du Sud de Supertourisme en 1999 sur Peugeot 406.
En août 2010, il a conduit une Chevrolet Vectra sur le Bonneville Salt Flats à la vitesse record de 340 km/h.
Il a également participé au WTCC en 2010 et 2011, sur une Chevrolet Cruze.

## Résultats en WTCC
| Année | Équipe        | Voiture              | 1            | 2            | 3          | 4          | 5          | 6          | 7          | 8          | 9          | 10         | 11         | 12         | 13         | 14         | 15         | 16         | 17         | 18         | 19         | 20         | 21         | 22         | 23         | 24         | DC  | Points |
| ----- | ------------- | -------------------- | ------------ | ------------ | ---------- | ---------- | ---------- | ---------- | ---------- | ---------- | ---------- | ---------- | ---------- | ---------- | ---------- | ---------- | ---------- | ---------- | ---------- | ---------- | ---------- | ---------- | ---------- | ---------- | ---------- | ---------- | --- | ------ |
| 2010  | Chevrolet RML | Chevrolet Cruze LT   | BRA 1        | BRA 2        | MAR 1      | MAR 2      | ITA 1      | ITA 2      | BEL 1      | BEL 2      | POR 1      | POR 2      | GBR 1 Ret  | GBR 2 DNS  | CZE 1      | CZE 2      | GER 1      | GER 2      | ESP 1      | ESP 2      | JPN 1      | JPN 2      | MAC 1      | MAC 2      |            |            | NC  | 0      |
| 2011  | Chevrolet RML | Chevrolet Cruze 1.6T | BRA 1 (en) 3 | BRA 2 (en) 5 | BEL 1 (en) | BEL 2 (en) | ITA 1 (en) | ITA 2 (en) | HUN 1 (en) | HUN 2 (en) | CZE 1 (en) | CZE 2 (en) | POR 1 (en) | POR 2 (en) | GBR 1 (en) | GBR 2 (en) | GER 1 (en) | GER 2 (en) | ESP 1 (en) | ESP 2 (en) | JPN 1 (en) | JPN 2 (en) | CHN 1 (en) | CHN 2 (en) | MAC 1 (en) | MAC 2 (en) | 15e | 25     |